# Carmilla (Webserie)
Carmilla ist eine kanadische Webserie mit Elise Bauman und Natasha Negovanlis in den Hauptrollen. Die Serie basiert auf dem gleichnamigen Roman von Sheridan Le Fanu und prämierte am 19. August 2014 auf dem Vervegirl (im Januar 2016 zu KindaTV umbenannt) YouTube-Kanal. U by Kotex ist der ausführende Produzent der Webserie. Die Serie spielt in der fiktionalen Silas Universität in der Steiermark, Österreich und wird mit Hilfe der Videotagebücher (Vlogs) von Laura, einer Erstsemesterin, erzählt. Als Laura Nachforschungen über das Verschwinden ihrer Mitbewohnerin anstellt, bekommt sie eine neue Mitbewohnerin namens Carmilla. Die erste und zweite Staffel bestehen aus jeweils 36 drei bis sieben Minuten langen Episoden. Eine zwölf Episoden lange Sonderstaffel, namens „Season Zero“, kam im Anschluss an die zweite Staffel raus. Am 13. Februar 2016 wurde angekündigt, dass im Sommer 2016 die dritte und letzte Staffel ausgestrahlt wird.
Bis zum Januar 2016 wurde Carmilla über 35 Millionen Mal auf YouTube angesehen und hatte über 150.000 Fans weltweit. Vom 2. bis 3. Januar 2018 feierte die Serie ihre Fernsehpremiere innerhalb eines 18 Stunden Marathons auf dem kanadischen Sender Hollywood Suite.
Im Jahr 2016 gewann die Serie einen Canadian Screen Award. Die Serie wurde zwar nicht deutsch synchronisiert, aber auf YouTube sind deutsche Untertitel einstellbar. Insgesamt sind Untertitel in 17 verschiedenen Sprachen verfügbar.
Der im Oktober 2017 erschienene Film The Carmilla Movie erzählt die Handlung fort.

## Handlung

### Staffel 1
Die Geschichte wird in Form eines Videotagebuchs von der Erstsemesterin Laura Hollis (Elise Bauman) erzählt. Laura studiert Journalismus und möchte ihre Erfahrungen auf dem Campus per Video festhalten. Als ihre Mitbewohnerin Betty (Grace Glowicki) nach einer Party spurlos verschwindet, bekommt Laura eine neue Mitbewohnerin zugewiesen, Carmilla Karnstein (Natasha Negovanlis). Laura beschreibt diese als „grüblerisch“ (engl. broody) Laura, die von ihren Freunden unterstützt wird, findet heraus, dass ihre ehemalige Mitbewohnerin nicht das einzige Mädchen ist, das spurlos von der Universität verschwunden ist. In der Staffel geht es um Lauras Nachforschungen und ihre Beziehung zu Carmilla, die sich im Laufe der Serie von einer feindlichen zu einer romantischen Beziehung entwickelt.

### Geschichte zwischen den Staffeln
Zwischen dem Ende der ersten Staffel und der Premiere der zweiten Staffel, veröffentlichte Ellen Simpson, die Co-Autorin der Serie, weitere Informationen über die Geschichte bei Twitter. Die fiktiven Figuren Laura, Carmilla, und LaFontaine haben einen Twitteraccount, der auch im Serienkanon besteht. In diesem sprechen die Charaktere von übernatürlichen Bedrohungen durch die Styrian und erwähnen, dass sie von dem Campus der Universität geflohen sind.

### Staffel 2
Die zweite Staffel beginnt damit, dass Laura, Carmilla, LaFontaine und Perry auf den Campus der Silas Universität zurückkehren. Laura untersucht die Morde an verschiedenen Journalisten aus der Universität. Andere seltsame Vorfälle auf dem Campus lenken die Aufmerksamkeit auf Carmillas Schwester – einer mächtigen Vampirin im Direktorium der Silas Universität.
Neue Charaktere:
- Matska „Mattie“ Belmonde (Sophia Walker), Carmillas Adoptivschwester, Vampirin im Direktorium der Silas Universität.[15]
- Baron Vordenberg (Ian D. Clark), der Nachfahre eines Vampirjägers, dessen Familie von Carmilla vor 300 Jahren ermordet wurde.[16]
- Melanippe „Mel“ Callis, ein Mitglied der Studentenverbindung Summer Society.[17]
- Theodore „Theo“ Straka, ein Bruder in der Zeta Omega Mu Studentenverbindung.[17]

### Staffel Null (Season Zero)
Während Carmilla und Laura in einer Bücherei gefangen sind sehen sie sich Videos an. Die Videobände dokumentieren die Interaktionen zwischen Carmilla, Perry, und Mel, während diese in einem Raum gefangen sind, in denen Tampons von der Marke U by Kotex aufbewahrt werden.

### Staffel 3
Lilita Morgan – alias the Dean – hat die Macht in der Universität an sich gerissen. Zu allem Übel hat sie auch noch Perrys Körper übernommen. Während LaFontaine verzweifelt versucht, einen Weg zu finden, um Perry zu befreien, ist sich Laura nicht mehr sicher, ob sie überhaupt eingreifen möchte. Sie glaubt, dass sie bisher mehr Schaden angerichtet hat als zu helfen. Letztendlich schließt sie sich dennoch ihren Freunden an, um Lilita Morgan zu stoppen. Dabei opfert sich Laura selbst und Carmilla wird zum Menschen. Einige Zeit später kann Carmilla sie jedoch ins Leben zurückholen. Die beiden reisen fünf Jahre um die Welt, bis Laura schließlich eine mysteriöse Nachricht bekommt, in der sie um Hilfe gebeten wird.
Neue Charaktere:
- Sherman Hollis (Enrico Colantoni), Lauras überbesorgter Vater

## Episoden
Die erste Staffel von Carmilla besteht aus 36 Episoden, die vom 19. August bis zum 2. Dezember 2014 ausgestrahlt wurden. Ein Weihnachtsspecial wurde am 24. Dezember 2014 veröffentlicht. Die zweite Staffel von Carmilla besteht aus 36 Episoden, die vom 2. Juni bis zum 1. Oktober 2015 gezeigt wurden. Die folgende Staffel, namens Season Zero, besteht aus 12 Episoden, die vom 22. Oktober bis 24. November 2015 ausgestrahlt wurden. Die dritte und letzte Staffel besteht aus 36 Episoden und wurde in drei Teilen veröffentlicht. Der erste Teil, der 17 Episoden umfasst, wurde am 15. September 2016 veröffentlicht. Teil zwei umfasst Episoden 18–24 und wurde am 29. September 2016 veröffentlicht. Der letzte Teil umfasst Episoden 25–36 und wurde am 13. Oktober 2016 veröffentlicht.

## Darsteller und Charaktere
Aufgrund des geringen Budgets waren alle der Schauspieler in der ersten Staffel keine Mitglieder der ACTRA, einer kanadischen Gewerkschaft für Künstler und Interpreten. Während der Vorproduktion der zweiten Staffel wurde bekannt gegeben, dass die Serie finanziell in der Lage dazu wäre, ihre Schauspieler dabei zu unterstützen, der ACTRA beizutreten. Außerdem gab es in der zweiten Staffel mehrere neue Schauspieler.

### Hauptfiguren

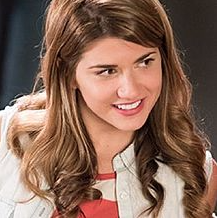
Elise Bauman spielte Laura Hollis
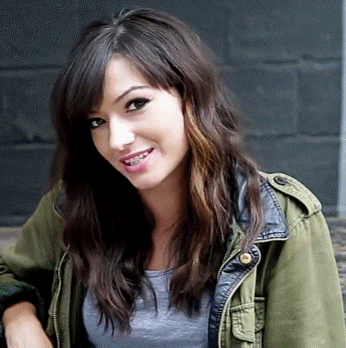
Natasha Negovanlis spielte Carmilla Karnstein
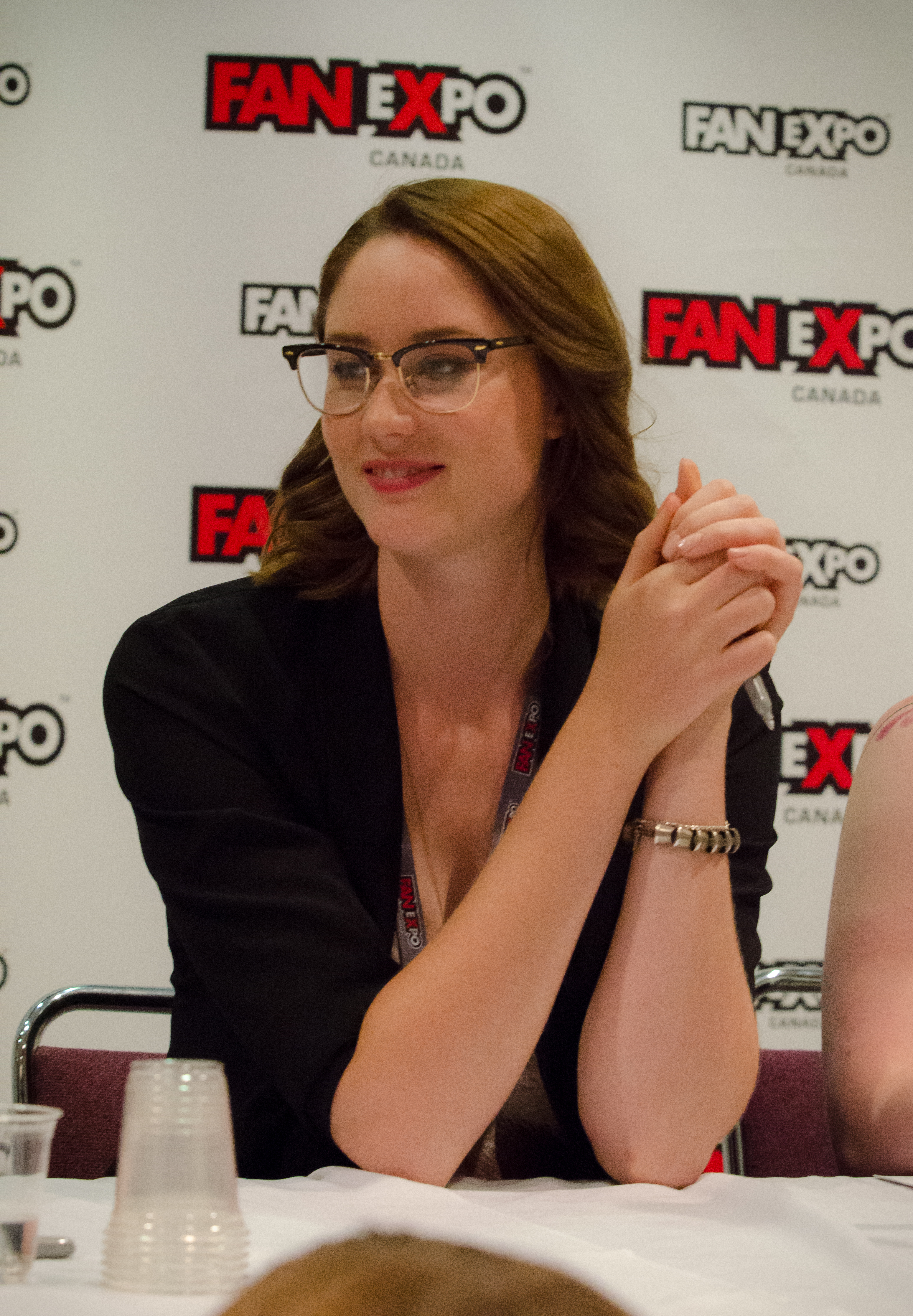
Sharon Belle spielte Danny Lawrence
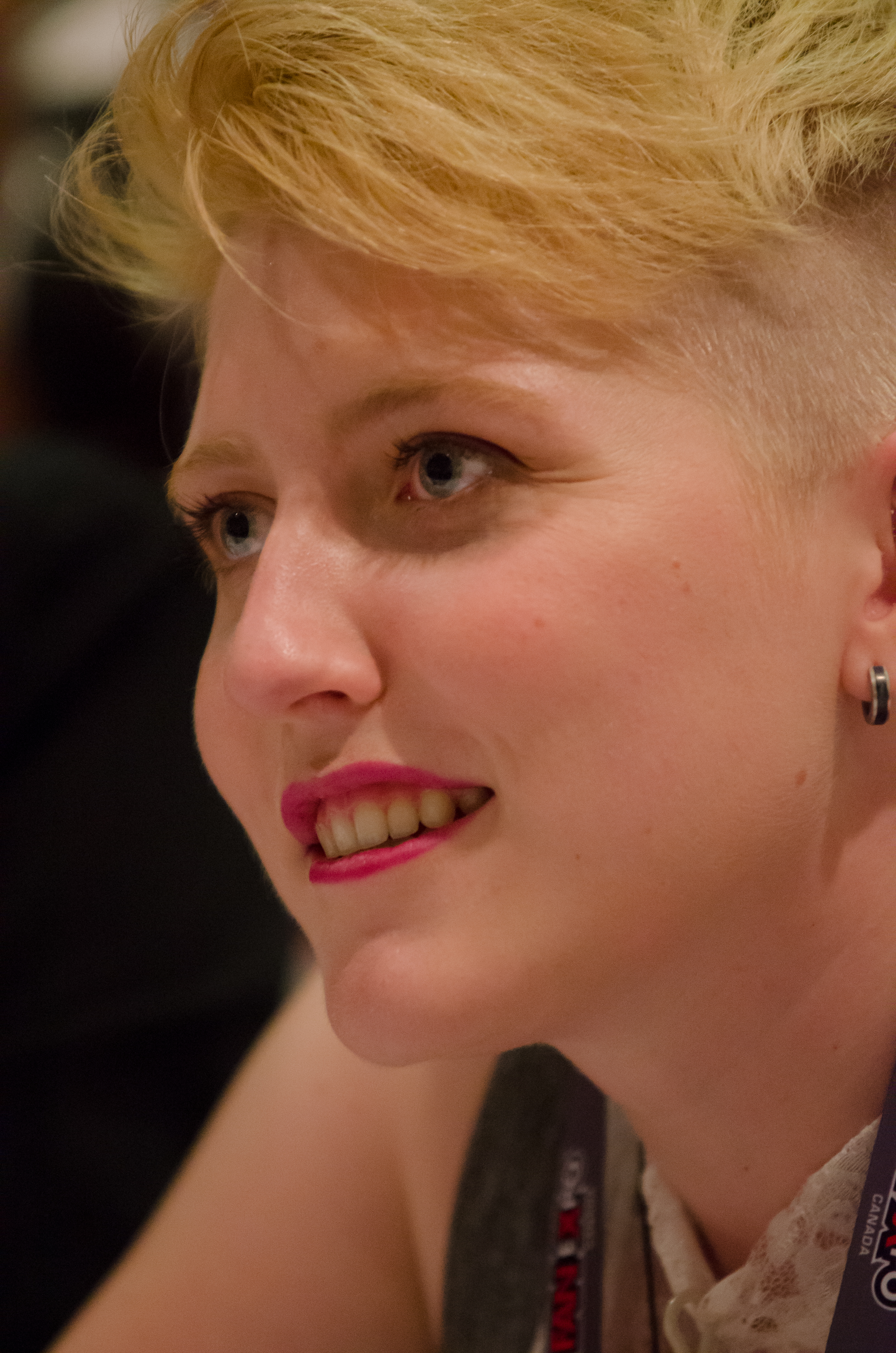
K Alexander spielte LaFontaine
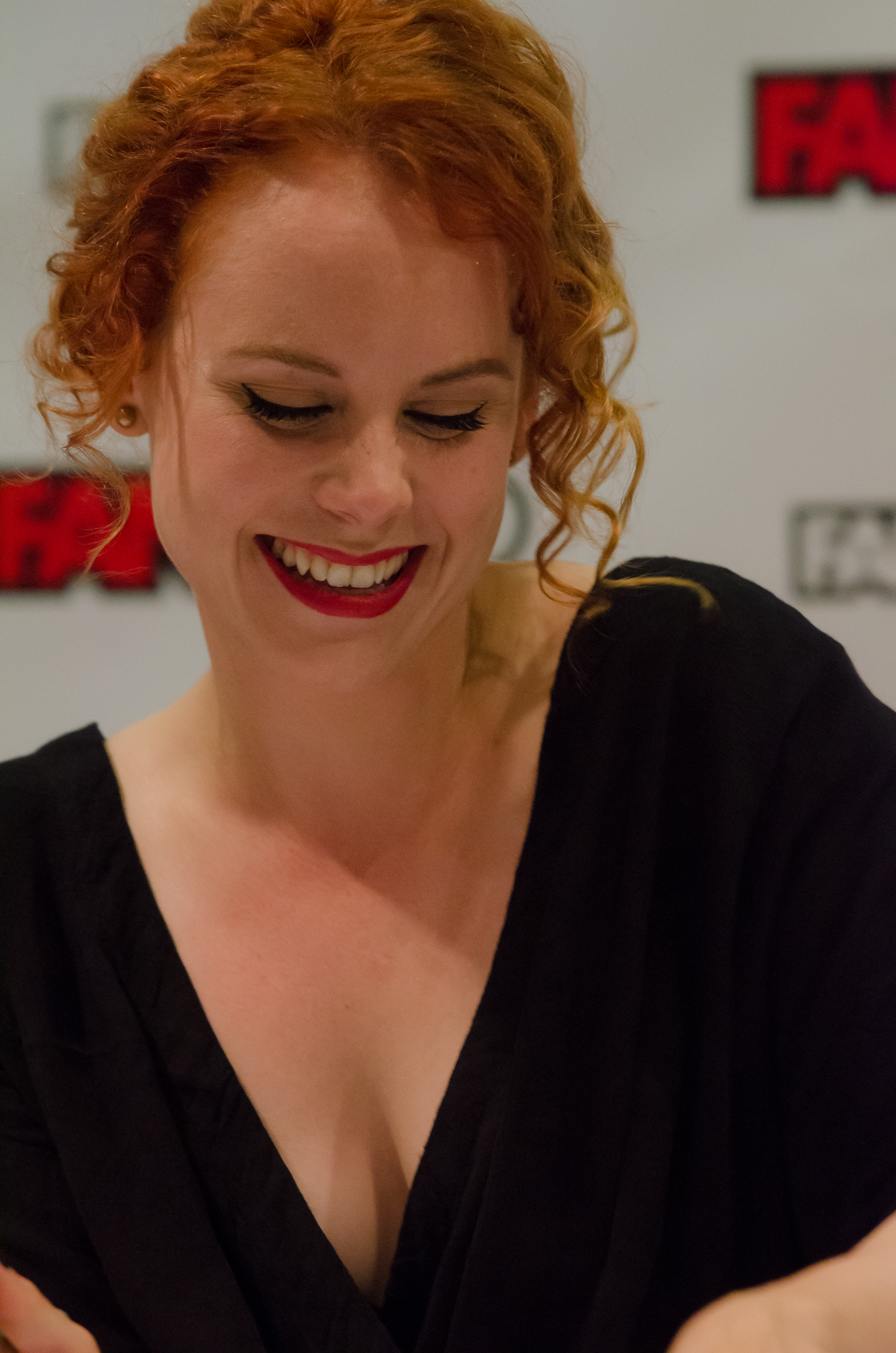
Annie Briggs spielte Perry

- Laura Hollis (Elise Bauman)[22] ist die 19-jährige mutige Protagonistin der Serie. Sie ist Journalismusstudentin an der Silas Universität. Trotz ihrer Liebe zu Süßwaren ist Laura klein. Als Kind wurde sie von ihrem Vater dazu gezwungen, Krav Maga Unterricht zu nehmen, um zu lernen, wie sie sich am besten verteidigen kann. Ihr überbehütender Vater versucht noch immer sein einziges Kind zu schützen. Deshalb ist Laura froh außerhalb von dessen Kontrolle auf dem Campus der Universität zu leben. Obwohl sie etwas streberhaft und seltsam wirkt, ist sie liebenswert und extrem loyal gegenüber ihren Freunden. Laura liebt Harry Potter, Buffy – Im Bann der Dämonen und Doctor Who und ist zutiefst berührt wenn sie von weiblichen, starken, Personen aus der Vergangenheit liest. Laura versteckt ihre anfängliche Abneigung gegenüber Carmilla nicht. Mit der Zeit erkennt sie wie Carmilla wirklich ist und verliebt sich in sie. In der zweiten Staffel fangen die beiden eine lesbische Beziehung an. Es wird angedeutet, dass Laura keine Mutter mehr hat.
- Carmilla Karnstein (Natasha Negovanlis)[23] ist Lauras neue Mitbewohnerin. Sie wird 1680 in der Steiermark[24] als Mircalla Karnstein geboren. Als Tochter eines Grafen wird Carmilla, im Alter von 18 Jahren, bei einem Ball ermordet und als Vampirin wiedergeboren. Sie ist die Adoptivtochter der Direktorin der Silas Universität, Lilita Morgan (ebenfalls eine Vampirin), die Camilla dazu zwingt, ihr Mädchen als Opfergaben für einen Gott zu bringen, den sie verehrt. In den 1800er Jahren verliebt sich Carmilla in Ell, ein Mädchen, das ihre Mutter als Opfer ausgewählt hat. Carmilla versucht Ell vor ihrer Mutter zu schützen. Als ihre Mutter Ell erklärt, dass Carmilla eine Vampirin ist, wendet Ell sich von Carmilla ab. Carmilla wird gefoltert und für mehrere Jahrhunderte unter der Erde in einem Sarg eingeschlossen. Im Zweiten Weltkrieg wird Carmilla befreit, als eine Bombenexplosion den Sarg aus der Erde holt. Sie wird von ihrer Mutter gefunden und erneut dazu gezwungen für diese Mädchen als Opfergabe zu suchen. Sie wird von ihrer Mutter zur Silas Universität geschickt und zu Laura Hollis Mitbewohnerin gemacht, eine der nächsten Opfer ihrer Mutter. Jedoch verliebt sich Carmilla in Laura und verspricht dieser, dass sie alles tun wird, um diese vor ihrer Mutter zu schützen. In der zweiten Staffel führt Carmilla eine Liebesbeziehung mit Laura. Carmilla ist eine Philosophiestudentin, die einen starken Willen hat, sarkastisch ist, oft Lauras Besitztümer nutzt, ohne diese zu fragen, ständig ihre Sachen hinter sich liegen lässt und nicht aufräumt. Sie ist sehr stark und schnell und kann sich in eine große schwarze Katze verwandeln.
- Danny Lawrence (Sharon Belle)[25] ist eine Literaturstudentin im dritten Semester. Sie ist Mitglied der Summer Society der Universität und verteidigt diejenigen, die ihr wichtig sind. Danny ist athletisch und charmant. Sie verliebt sich in Laura. Laura erwidert diese Gefühle zunächst. Später findet Laura Danny zu überbehütend, was sie an ihren Vater erinnert und Laura verliebt sich stattdessen in Carmilla. Danny kommt oft nicht mit Carmilla klar. Sie findet diese unhöflich und chaotisch, im Interesse von Laura versucht sie jedoch diese Gefühle zu verdrängen.
- Susan LaFontaine (K Alexander)[26] studiert Biologie an der Silas Universität und ist sehr gut mit Perry befreundet. Susan LaFontaine wird nur LaFontaine, genannt. Nutzt jemand dennoch den Vornamen Susan, verbessert LaFontaine, diese Person sogleich. LaFontaine empfindet sich selbst weder als weiblich noch männlich, sondern dazwischenstehend, und nennt als Geschlechtsidentität nichtbinär (genderqueer).
- Lola Perry (Annie Briggs)[26] ist eine Deutschstudentin an der Silas Universität, LaFontaines Mitbewohnerin, und Laura und Carmillas Zimmernachbarin. Sie wird einfach nur Perry genannt. Perry ist fürsorglich und bemuttert häufig ihre Freunde und Kommilitonen. Sie hat einen starken Ordnungssinn und glaubt an die Wissenschaft. Als sie hört, dass Carmilla eine Vampirin ist, glaubt sie das zunächst nicht und sucht sich andere Erklärungen für Carmillas Verhalten. Als Jüdin feiert sie Chanukah. Es wird angedeutet, dass sie in LaFontaine verliebt ist. Die beiden kennen einander bereits aus der Grundschulzeit.

### Nebenfiguren
- Wilson Kirsch (Matt O’Connor) ist ein Student an der Silas Universität und ein Mitglied der Zeta Omega Mu Studentenverbindung. Kirsch möchte andere beschützen. Als er Laura trifft bezeichnet er diese als "Little Nerd" und stellt sich bei ihr als „Zeta Omega Mu safety companion“ (Zeta Omega Mu Sicherheitsbegleiter) vor. Er hilft Laura bei der Suche nach den verschwundenen Mädchen. In Staffel 2 entwickelt er Gefühle für Danny, die diese nicht erwidert.
- Will Luce (Aaron Chartrand)[26] ist ein Vampir, Kirschs bester Freund und Mitglied der Zeta Omega Mu Studentenverbindung. Er wird ebenfalls von der Direktorin zum Vampir gemacht und ist Carmillas kleiner Bruder. Carmilla nennt er 'Kitty', diese bezeichnet ihn wiederum als 'Mama’s Boy', da er alles tut was diese sagt. Als er versucht Laura anzugreifen wird diese von Carmilla beschützt. Perry pfählt ihn schließlich.
- Elizabeth „Betty“ Spielsdorf (Grace Glowicki) ist Lauras erste Mitbewohnerin. Laura lernt Betty als sorgenloses Partygirl kennen, die von der Direktorin entführt wird. Nach ihrem Verschwinden versucht Laura aufzuklären, was passiert ist. Als Betty schließlich gerettet wird, stellt sich heraus, dass sie eigentlich gar nicht so war, wie Laura sie kennengelernt hat. Sie wurde einer Gehirnwäsche unterzogen um zur Silas Universität zu kommen. Sie ist eigentlich sehr ordentlich und intelligent. In ihrer Schule war sie die Abschiedsrednerin. Außerdem ist sie nach ihrer Rückkehr etwas unhöflich und möchte zur Princeton University wechseln.
- Sarah Jane (Breton Lalama) ist eine Studentin an der Silas Universität. Sarah Jane verschwindet nach einer Party. Als sie wieder auftaucht kann sie sich an nichts erinnern und hat sich in ein Partygirl verwandelt. Sarah Jane geht mit Krisch aus. Als sie mit diesem eine Party besucht, fällt sie aus einem Fenster aus dem dritten Stock, als die Direktorin versucht sie zu sich zu rufen. Sarah Jane stirbt.
- Natalie (Lisa Truong) ist eine Studentin an der Silas Universität und eines der Mädchen, die verschwinden. Genau wie Sarah Jane kann sie sich bei ihrem erneuten Auftauchen an nichts erinnern. Auch sie wird zum Partygirl und verschwindet erneut. Letztendlich wird sie jedoch von Laura und deren Freunden gerettet.
- Elsie (Paige Haight) ist eine Studentin an der Silas Universität und Carmillas Lernfreundin, die schließlich spurlos verschwindet, aber von Laura und ihren Freunden gerettet wird.
- J.P. Armitage (Dillon Taylor/Aaron Chartrand) ist ein Student der Silas Universität aus den 1800er Jahren, der in das Computersystem eingesaugt wurde. J.P. lebte ursprünglich in der Bibliothek, wird aber auf einen USB-Stick mit in Lauras Zimmer genommen. Er hilft Laura und ihren Freunden Information über die Direktorin zu sammeln um deren böse Pläne zu vereiteln. Der USB-Stick wird von der Direktorin zerstört. Jedoch hatte LaFontaine J.P. bereits auf einem anderen USB-Stick gesichert. Laura glaubt, dass LaFontaine und J.P zusammen sind. Dieses wird jedoch von keinem der beiden bestätigt. Im Laufe der zweiten Staffel verschwindet die Bücherei und damit auch J.P. LaFontaine gelingt es J.P. zurück ins Leben zu rufen, im Körper von dem Vampir Will.
- Theodore „Theo“ Straka (Shannon Kook) ist ein Mitglied der Zeta Omega Mu Studentenverbindung. Er kommt nicht gut mit der Summer Society zurecht, insbesondere mit einem Mitglied namens Mel. Er sorgt sich um seine Zeta Brüder.
- Melanippe „Mel“ Callis (Nicole Stamp) ist ein Mitglied der Summer Society. Sie ist ehrgeizig, kämpferisch, mutig, arrogant und treu gegenüber ihrer Summer Society Schwestern. Mel kommt nicht gut mit Danny oder den Zetas zurecht. Sie will Vorsitzende der Summer Society werden und damit Danny ablösen. Dieser wirft sie vor mit den Zetas eine Freundschaft aufzubauen und sich zu sehr mit Laura und Carmilla zu beschäftigen. Sie glaubt, dass Danny die Summer Society so nicht mehr gut vertreten kann. Als Mel Kirsch töten möchte rettet Danny diesen, was dazu führt, dass Mel die Wahl zur Vorsitzenden der Summer Society gewinnt. Trotzdem nimmt sie noch immer Anweisungen von Danny an, die Studentenvertreterin der Silas Universität ist. In Season Zero, erscheint Mel als schüchtern und trägt altmodische Kleidung.
- Matska „Mattie“ Belmonde (Sophia Walker) ist Vampirin und Mitglied des Direktoriums der Silas Universität. Sie wurde von der Direktoren zum Vampir gemacht und ist Carmillas ältere Schwester. Ihre Beziehung zu Carmilla ist anders als die Beziehung zu ihrer Mutter und ihren anderen Geschwistern. Carmilla und Mattie sind eng befreundet und setzen sich seit über 300 Jahren füreinander ein. Trotzdem kritisiert Mattie Carmilla für ihre Beziehung zu Laura. Als Vordenberg die Inhaftierung aller bekannten Vampire fordert muss Mattie fliehen. Sie wird von Danny getötet, die von Laura dazu beauftragt wurde. Laura wiederum hatte von Carmilla davon gehört. Matties Tod führt dazu, dass Carmilla sich von Laura und ihren Freunden abwendet.
- Baron Vordenberg (Ian D. Clark) ist ein Mitglied des Direktoriums der Silas Universität. Zunächst erscheint er als netter, alter Mann, der Laura unterstützen will. Carmilla hasst er, da sie die Familie seines Vorfahren, vor über 300 Jahren ermordet hat. Er ordnet schließlich die Inhaftierung aller Vampire an.
- Sherman Hollis (Enrico Colantoni) ist Lauras überbesorgter Vater, der ihren Vlog gesehen hat und Laura in Sicherheit bringen möchte.

## Rezeption
Carmilla wurde für die fast ausschließlich weiblichen Darsteller und das Zeigen von diversen LGBT Figuren hoch gelobt.

### Auszeichnungen
| Jahr | Award                        | Kategorie                                                                   | Ergebnis  |
| ---- | ---------------------------- | --------------------------------------------------------------------------- | --------- |
| 2014 | AfterEllen Visibility Awards | Beliebteste Webserie (Favorite Web Series)                                  | Gewonnen  |
| 2015 | Shorty Awards                | Beliebtestes Webprogramm (Favorite Webshow)                                 | Nominiert |
| 2015 | Streamy Awards               | Bestes Drama (Best Drama)                                                   | Nominiert |
| 2015 | AfterEllen Visibility Awards | Beste lesbische/bi Fernsehfigur (Favorite Lesbian/Bi TV Character)          | Gewonnen  |
| 2015 | AfterEllen Visibility Awards | Beliebtestes lesbisches Paar (Favorite Fictional Lesbian Couple)            | Gewonnen  |
| 2015 | AfterEllen Visibility Awards | Beste Webserie (Best Web Series)                                            | Gewonnen  |
| 2015 | Digi Awards                  | Branded Content                                                             | Gewonnen  |
| 2016 | Canadian Screen Awards       | Digitales Programm/Serie – Fiktion (Digital Media Program/Series – Fiction) | Gewonnen  |
| 2016 | Banff Rockies Awards         | Branded Content Award                                                       | Gewonnen  |

### Kritiken
„… der Cast hat unglaublich gute Chemie, im Zentrum steht eine gut ausgeklügelte Mysterygeschichte bei der gerätselt, gelacht, aber auch manchmal ein wenig gegruselt werden darf. Außerdem: Lesbische Vampire? Halloho und yes please.“

„Carmilla ist zwar vor allem unterhaltsam und die ganzen Anspielungen auf Serien, Filme und Bücher wie Harry Potter, Veronika Mars, Doctor Who, Ghostbusters etc. dürften besonders Popkultur-Nerds das Herz höher schlagen lassen. Es gibt jedoch auch immer wieder nachdenkliche Untertöne. Es geht um Liebe und Freundschaft, darum, was man tut, um sie zu erhalten und woran sie zerbrechen können.“

## Kinofilm
Im Oktober 2016 wurde angekündigt, dass ein Kinofilm zur Serie gedreht werden soll. Elise Bauman und Natasha Negovanlis sollen erneut die Hauptrollen spielen. Der Film premierte am 26. Oktober 2017. Die Handlung spielt fünf Jahre nach dem Ende der dritten Staffel. Neben Natasha Negovanlis und Elise Bauman sind Dominique Provost-Chalkley, Grace Lynn Kung, Cara Gee, Annie Briggs, K Alexander, Nicole Stamp, und Matt O’Connor in dem Film zu sehen.

## Roman
Neben dem Originalroman, auf dem die Serie basiert, wurde am 7. Mai 2019 ein Roman zur Serie veröffentlicht. Der Roman beschreibt die Vorkommnisse in der Serie. Er wurde von Kim Turrisi geschrieben. Am 14. September 2020 wurde der Roman beim cbt Verlag unter dem Titel Carmilla: Der Roman zur Kultserie auch auf Deutsch veröffentlicht. Ivana Marinovic übersetzte den Text vom Englischen ins Deutsche.
Im August 2020, genau sechs Jahre nach der Erstveröffentlichung der Webserie, kündigte KindaTV eine Lesung des Originalromans durch die beiden Hauptdarstellerinnen Elise Bauman und Natasha Negovanlis an. Die Lesungen wurden vom 19. August 2020 bis 3. September 2020 auf Youtube veröffentlicht.